# Orvar Bergmark
Ernst Orvar Bergmark (ur. 16 listopada 1930 w Burei, zm. 10 maja 2004 w Örebro) – szwedzki piłkarz występujący na boiskowej pozycji prawego obrońcy.

## Życiorys
W latach 1951–1966 rozegrał 94 spotkania w drużynie narodowej. Brał udział w finałach mistrzostw świata w 1958, rozgrywanych w Szwecji; zdobył razem z drużyną tytuł wicemistrzowski (Szwedzi przegrali w finale z Brazylijczykami 2:5). Bergmark znalazł się w opinii dziennikarzy w najlepszej jedenastce tego turnieju, otrzymał także w Szwecji tytuł „piłkarza roku” 1958.
W czasie mistrzostw był zawodnikiem Örebro SK, potem m.in. gracz włoskiej Romy.
Po zakończeniu kariery piłkarskiej pracował jako trener, prowadził kadrę narodową Szwecji w latach 1966–1970, m.in. na mistrzostwach świata w 1970; jego zespół odpadł już na etapie spotkań grupowych, po porażce z Włochami, remisie z Izraelem i wygranej z Urugwajem (lepszym bilansem bramkowym z drugiej pozycji w grupie awansował Urugwaj).
W 1952 roku wystąpił na igrzyskach olimpijskich w Oslo, zajmując pierwsze miejsce w pokazowych zawodach w bandy.